# Francesco Venezia
Francesco Venezia (* 28. September 1944 in Lauro) ist ein italienischer Architekt und Universitätsprofessor.

## Werdegang
Francesco Venezia studierte bis 1970 Architektur an der Universität Neapel. Er forschte am Institut für Architekturdesign der Fakultät für Architektur der Universität Federico II von Neapel und eröffnete 1971 ein eigenes Atelier in Neapel. Zusammen mit vielen weiteren international renommierten Künstlern und Architekten beteiligte er sich am Wiederaufbauprojekt von Gibellina, das 1968 durch das Erdbeben von Belice zerstört wurde und entwarf das Gibellina-Museum, das Fragmente des antiken Palazzo Di Lorenzo enthält. 1987 wurde er von der Mailänder Triennale beauftragt, Neapel für die Ausstellung „Imagined Cities. A Journey to Italy. Nine Projects for Nine Cities“ zu vertreten und koordinierte zusammen mit Paolo Di Caterina eine kritische Bestandsaufnahme des neapolitanischen Untergrunds. 1986 wurde er ordentlicher Professor für architektonische Komposition. Er lehrte an der Universität Genua, der Università Iuav di Venezia, der Sommerakademie Berlin, der EPF Lausanne, der Harvard University und an der Accademia di Architettura di Mendrisio.

## Bauwerke
- 1974–1976: Piazza Marginale-Lancellotti, Lauro[1]
- 1983–1986: Salemi Theatre, Salemi
- 1981–1987: Palazzo Di Lorenzo, Gibellina
- 1984–1987: Kleiner Garten, Gibellina
- 1993–1997: Universitätsbibliothek und Rechts- und Wirtschaftsuniversitätszentrum, Amiens
- 1995–2002: Materialprüflabor IUAV, Mestre
- 2000: Installation der Ausstellung „Gli Etruschi“, Palazzo Grassi

## Preise
- 1988: Shortlisted – Mies van der Rohe Preis für Palazzo Di Lorenzo, Gibellina[2]
- 2015: Goldmedaille der Mailänder Triennale für sein Lebenswerk
- 2019: Piranesi Prix de Rome für sein Lebenswerk[3]